# Miðalfelli
Miðalfelli è una montagna alta 596 metri sul mare situata sull'isola di Streymoy, la maggiore dell'arcipelago delle Isole Fær Øer, in Danimarca.